# 東京急行 (ロシア空軍)
東京急行（とうきょうきゅうこう、英語: Tokyo Express）とは、ソビエト空軍の戦略爆撃機、哨戒機、偵察機、電子戦機等が日本の周辺を飛行し、哨戒・偵察を行なうことを指す。東京に近づく飛行コースであることからこの名称が付いた。航空自衛隊によるスクランブル発進の代表的な事例である。
「東京急行」の呼称は、同じ曜日（水曜日が多いとされていた）に、同じ機体で、同じ航路での侵入を繰り返していたことから、「定期便」という意味を込めて在日アメリカ空軍により付けられた通称 "Tokyo Express" の翻訳で、航空自衛隊も使用していた（同じ語が使われた例は太平洋戦争中にもいくつかある）。
ただし、東京急行電鉄とは関係がない。

## 概要

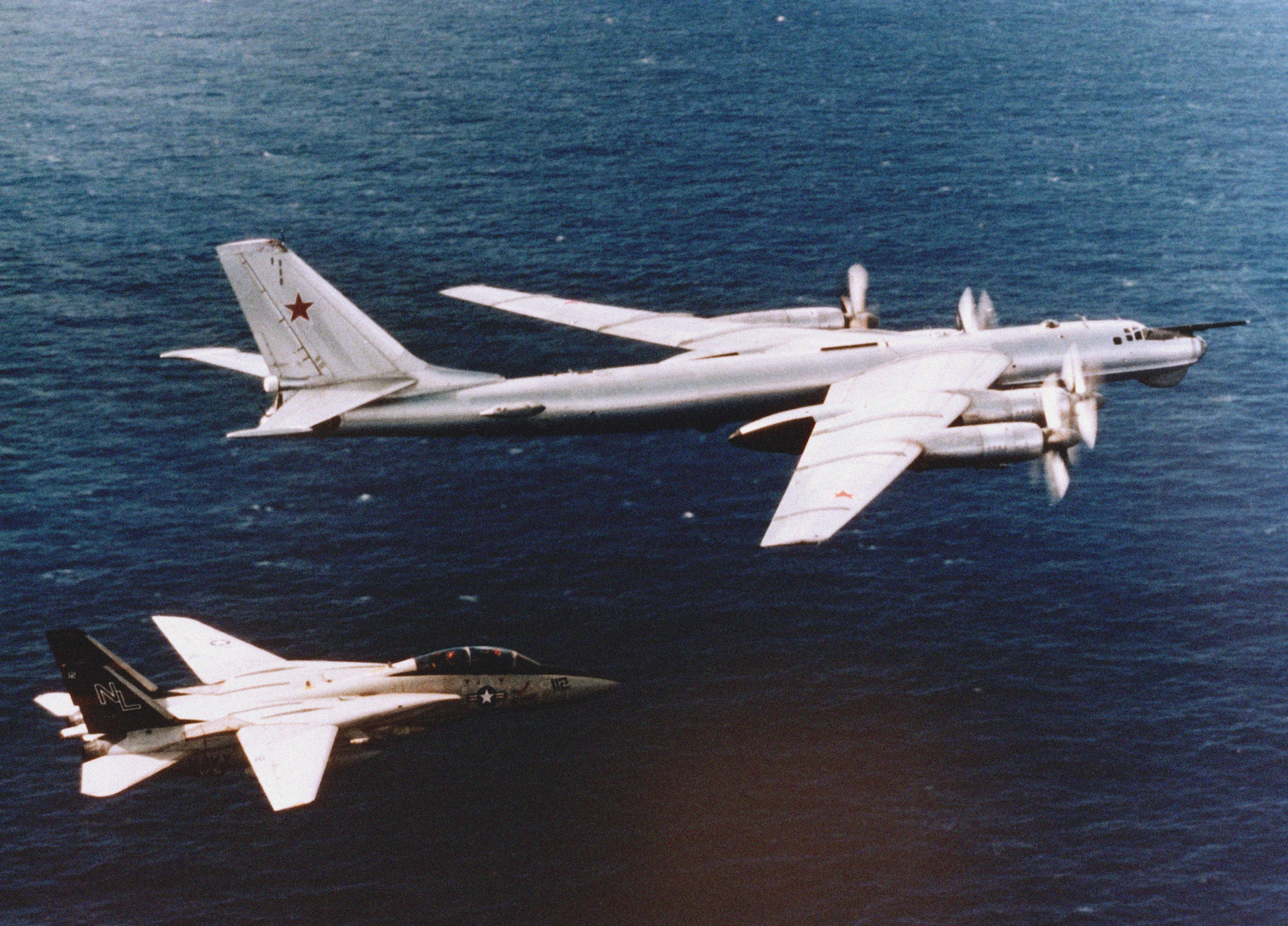
アメリカ海軍のF-14Aのインターセプト（要撃）を受ける Tu-95RT "ベア D" （西太平洋）

第37航空軍の日本近辺に対する偵察・哨戒行動は、ウラジオストク郊外の空軍基地から発進し、日本海を南下するルートが最も多かった。これに対し「東京急行」は、千島列島に出て、北海道東岸から本州太平洋側を南下し、伊豆諸島付近、時には沖縄本島付近まで南下するルートを取る。また、沖縄から日本海方面に抜けて日本列島を一周する場合もある。
偵察・哨戒行動の目的としては、示威行動のほか、威力偵察により航空自衛隊及びアメリカ空軍の能力を測ること、各基地の配備数、稼働率の把握、無線やレーダー周波数などの電子情報を収集することが目的と考えられている。なお同様の行動は、アメリカ軍などが旧ソ連や現在のロシア、中華人民共和国、北朝鮮、キューバなどに対して行っている。
使用される航空機は、長距離偵察に関してはTu-95戦略爆撃機及びその派生型の哨戒機、Tu-16、Tu-160が多かった。各機は武装（後部銃座など）しており、いざという時は一戦も辞さないという意思を見せつけての偵察飛行であり、迎撃に当たるアメリカ空軍や航空自衛隊の戦闘機パイロットにとっては緊張のフライトとなった。

## 歴史

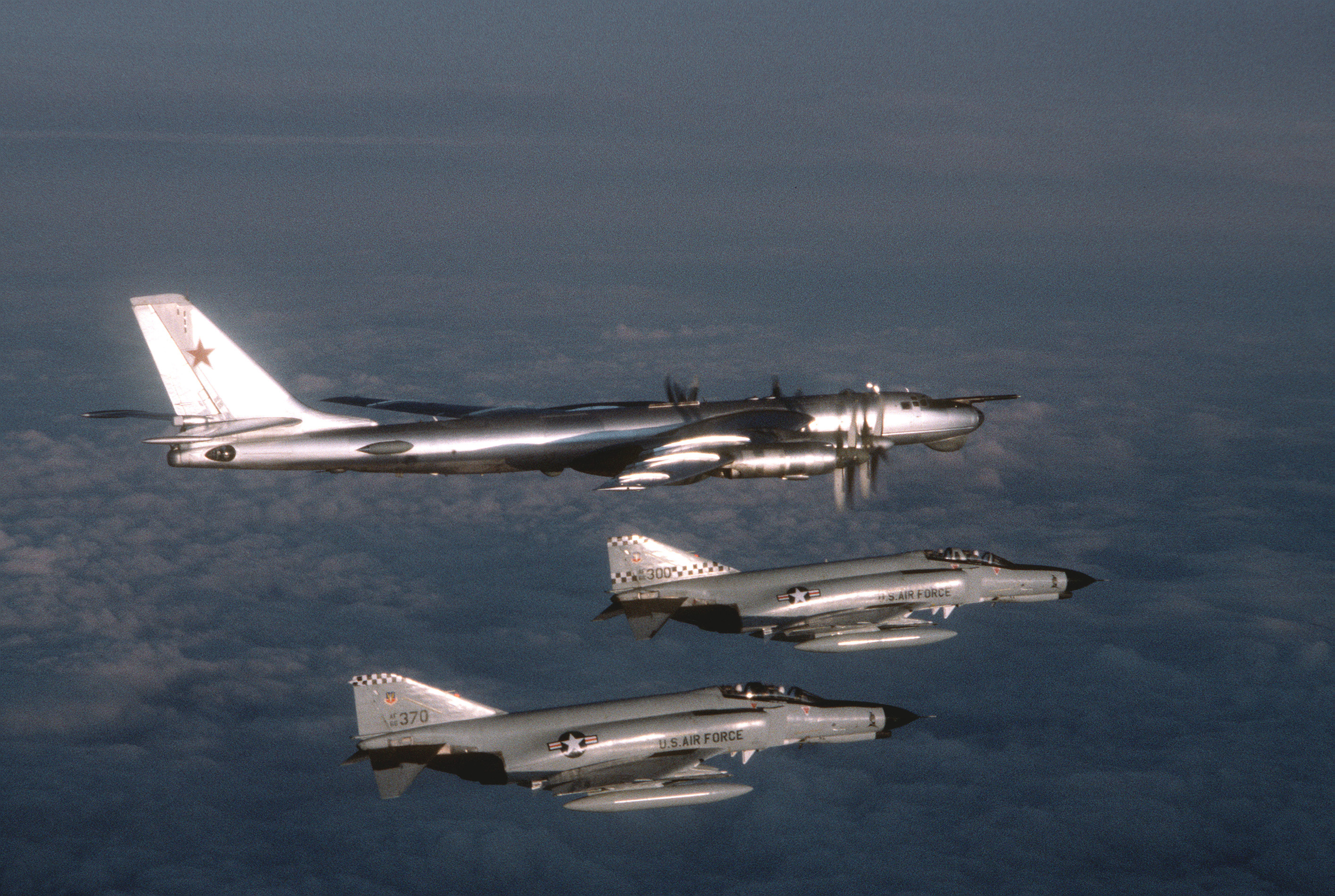
アメリカ空軍のF-4Eのインターセプト（要撃）を受ける Tu-95RT "ベア D" （アイスランド）

冷戦たけなわの1970年代にピークを迎え、年間200日を超える防空識別圏事案が発生している。1976年（昭和51年）の「東京急行」の実行回数は、確認されているだけで約20回を数えている。
冷戦終了後、ソビエト社会主義共和国連邦の継承国であるロシア連邦の経済状況の混乱下における経費削減などにより、しばらく「東京急行」も鳴りを潜めていたが、2000年代以降、プーチン体制下において原油価格の高騰による資源バブルにより、実態経済が持ち直してきたことで、再び「東京急行」が増加する兆しを見せている。2007年（平成19年）7月には、伊豆半島沖までTu-95が防空識別圏を越えて偵察にやってきたことを、航空自衛隊が発表している。
2008年（平成20年）には、日本標準時2月9日午前7時30分36秒から同時32分24秒までの間、ロシア空軍のTu-95が伊豆諸島南部において領空侵犯したと発表している。同年4月14日、ロシアのラブロフ外相は高村外務大臣との会談において事実を認めた。また、2010年（平成22年）11月12日にも、ロシア空軍のTu-95 2機が同様のルートを飛行し、航空自衛隊機が追尾した。
2016年（平成28年）11月3日、ロシアのTu-142哨戒機2機が午前から午後にかけて太平洋の関東沖まで飛行し、航空自衛隊の戦闘機が緊急発進（スクランブル）したと防衛省が発表した。